# Sebastian Preißler
Sebastian oder Bastian Preißler, auch Preußler, († 1591 in Oberjugel) war ein deutscher Unternehmer. Er gründete unweit der Grenze zu Böhmen die Glashütte Oberjugel, die u. a. den kursächsischen Hof in Dresden belieferte. Er ist nicht zu verwechseln mit seinem Sohn gleichen Namens.

## Leben
Der aus einer Glasmacherfamilie in Heidelbach bei Seiffen/Erzgeb. stammende Sebastian Preißler erhielt 1571 vom Kurfürsten August von Sachsen das Privileg zur Errichtung einer Glashütte „an der kleinen Jugel im Amt Schwartzenberg“ und zum Bau von acht Wohnhäusern. Preißler hatte jährlich folgende Abgaben zu entrichten: „2 Truhen gemeine Scheiben, davon eine Truhe ungefähr 7 Fl. werth, 6 Schock Spiegelscheiben, jedes Schock a 24 gl., 3 Schock kleine weiße Credenz-Gläser mit Deckeln vom besten Glas, ein Schock a 4 Fl., 4 Schock gemeine Biergläser, jedes 24 gl.“ Nach Sebastian Preißlers Tod übernahm sein Sohn Georg die Glashütte. Seine Enkeltochter Anna heiratete Christoph Löbel, den späteren Besitzer der Glashütte.

## Kinder
- Christoph
- Bastian jun., † vor 7. November 1596, ⚭ 13. Juli 1586 in Platten Margaretha Leuschner (II.⚭ 7. November 1596 in Platten Paul Fleischer)
- Katharina, ⚭ 5. November 1600 in Platten Barthel Görner aus Geyer
- Georg, † 1617, ⚭ Esther N.N.